# Segunda División de Andorra 2021-22
La Segunda División de Andorra 2021-22 (oficialmente y en catalán: Segona Divisió de Andorra 2021-22), fue la 23.ª edición de la Segunda División de Andorra. La temporada comenzó el 18 de septiembre de 2021 y finalizó el 22 de mayo de 2022.

## Equipos participantes
| Equipo                    | Localidad               | 2020-21                |
| ------------------------- | ----------------------- | ---------------------- |
| Atlètic Club d'Escaldes B | Las Escaldas-Engordany  | no disputó             |
| CE Jenlai                 | Las Escaldas-Engordany  | 4.º                    |
| Atlètic Amèrica           | Las Escaldas-Engordany  | 5°                     |
| FC Santa Coloma B         | Santa Coloma de Andorra | no disputó             |
| Encamp                    | Encamp                  | 3.º                    |
| La Massana                | La Massana              | 2.º                    |
| Penya Encarnada d'Andorra | Andorra la Vieja        | Primera división (8.º) |
| Ranger's                  | Andorra la Vieja        | 8°                     |
| Engordany B               | Las Escaldas-Engordany  | 7°                     |
| UE Extremenya             | La Massana              | no disputó             |
| Sant Julià B              | San Julián de Loria     | no disputó             |
| UE Santa Coloma B         | Santa Coloma de Andorra | 6.º                    |

### Equipos por parroquia
| \| Parroquia \| N.º \| Equipos \| \| ---------------------- \| --- \| -------------------------------------------------------------------------- \| \| Las Escaldas-Engordany \| 4 \| Atlètic Club d'Escaldes B, Atlètic Amèrica, Engordany B y Jenlai \| \| Andorra la Vieja \| 4 \| FC Santa Coloma B, Penya Encarnada d'Andorra, UE Santa Coloma B y Ranger's \| \| La Massana \| 2 \| La Massana y Extremenya \| \| Encamp \| 1 \| Encamp \| \| San Julián de Loria \| 1 \| Sant Julià B \| |     |                                                                            |
| Parroquia | N.º | Equipos                                                                    |
| Las Escaldas-Engordany | 4   | Atlètic Club d'Escaldes B, Atlètic Amèrica, Engordany B y Jenlai           |
| Andorra la Vieja | 4   | FC Santa Coloma B, Penya Encarnada d'Andorra, UE Santa Coloma B y Ranger's |
| La Massana | 2   | La Massana y Extremenya                                                    |
| Encamp | 1   | Encamp                                                                     |
| San Julián de Loria | 1   | Sant Julià B                                                               |

## Sistema de competición
Los siete equipos y los cinco filiales de Segunda División se enfrentaron todos contra todos en dos ruedas. Una vez finalizada la fase regular, los cuatro mejores equipos participaron de la Ronda por el campeonato excepto los filiales.
En esta segunda y última etapa, cada equipo enfrentó a sus respectivos rivales de ronda en dos oportunidades, comenzando su participación con la misma cantidad de puntos con la que finalizaron la fase regular. Aquel equipo que al cierre de esta ronda sumó mayor puntuación se consagró campeón y ascendió a la primera división, el subcampeón jugó una promoción a doble partido contra el penúltimo de primera división para mantener su lugar en la liga o ascender.

## Fase regular

### Clasificación
| Pos. | Equipo                    | Pts. | PJ | G  | E | P  | GF  | GC  | Dif. | Clasificación                |
| ---- | ------------------------- | ---- | -- | -- | - | -- | --- | --- | ---- | ---------------------------- |
| 1    | Penya Encarnada d'Andorra | 54   | 20 | 17 | 3 | 0  | 106 | 13  | +93  | Clasificado a los play-offs  |
| 2    | La Massana                | 48   | 20 | 15 | 3 | 2  | 63  | 19  | +44  | Clasificado a los play-offs  |
| 3    | Extremenya                | 41   | 20 | 12 | 5 | 3  | 65  | 27  | +38  | Clasificado a los play-offs  |
| 4    | UE Santa Coloma B         | 38   | 20 | 12 | 2 | 6  | 58  | 25  | +33  |                              |
| 5    | Atlètic Amèrica           | 34   | 20 | 11 | 1 | 8  | 52  | 33  | +19  | Clasificado a los play-offs  |
| 6    | Encamp                    | 28   | 20 | 8  | 4 | 8  | 36  | 39  | −3   |                              |
| 7    | Atlètic Club d'Escaldes B | 19   | 20 | 5  | 1 | 14 | 26  | 62  | −36  |                              |
| 8    | FC Santa Coloma B         | 18   | 20 | 6  | 0 | 14 | 32  | 79  | −47  |                              |
| 9    | Ranger's                  | 15   | 20 | 5  | 0 | 15 | 33  | 67  | −34  |                              |
| 10   | Engordany B               | 4    | 20 | 1  | 1 | 18 | 22  | 113 | −91  |                              |
| 11   | Sant Julià B              | 21   | 10 | 7  | 0 | 3  | 34  | 20  | +14  | Retirados de la competición. |
| 12   | Jenlai                    | 0    | 0  | 0  | 0 | 0  | 0   | 0   | 0    | Retirados de la competición. |

Actualizado a los partidos jugados el 3 de abril de 2022.
 Fuente: FAF
Notas:
1. ↑  se le otorgaron 3 puntos

### Fixture
- Los horarios corresponden a la CET (Hora Central Europea) UTC+1 en horario estándar y UTC+2 en horario de verano.

#### Primera vuelta
| UE Santa Coloma B         | 0 - 2 | Sant Julià B      | CE La Massana                    | 18 de septiembre    | 20:30               |
| Atlètic Club d'Escaldes B | 5 - 1 | FC Santa Coloma B | Centre d'Entrenament de la FAF 2 | 18 de septiembre    | 20:30               |
| Atlètic Amèrica           | 1 - 2 | La Massana        | CE La Massana                    | 19 de septiembre    | 16:00               |
| Penya Encarnada d'Andorra | 0 - 0 | Extremenya        | CE La Massana                    | 19 de septiembre    | 18:30               |
| Ranger's                  | 3 - 0 | Encamp            | Victoria Adjudicada              | Victoria Adjudicada | Victoria Adjudicada |

| Sant Julià B      | 5 - 4 | Atlètic Amèrica           | Centre d'Entrenament de la FAF 2 | 25 de septiembre | 20:30 |
| Extremenya        | 4 - 2 | Ranger's                  | CE La Massana                    | 26 de septiembre | 11:00 |
| Engordany B       | 0 - 8 | Penya Encarnada d'Andorra | CE La Massana                    | 26 de septiembre | 13:30 |
| FC Santa Coloma B | 0 - 2 | UE Santa Coloma B         | CE La Massana                    | 26 de septiembre | 16:00 |
| Encamp            | 4 - 1 | Atlètic Club d'Escaldes B | Prada de Moles                   | 26 de septiembre | 17:00 |

| Atlètic Amèrica           | 4 - 2 | FC Santa Coloma B | CE La Massana                    | 2 de octubre | 20:30 |
| Atlètic Club d'Escaldes B | 0 - 5 | UE Santa Coloma B | Centre d'Entrenament de la FAF 2 | 2 de octubre | 20:30 |
| Penya Encarnada d'Andorra | 1 - 1 | La Massana        | CE La Massana                    | 3 de octubre | 11:00 |
| Ranger's                  | 5 - 3 | Engordany B       | CE La Massana                    | 3 de octubre | 16:00 |
| Encamp                    | 1 - 1 | Extremenya        | Prada de Moles                   | 3 de octubre | 17:00 |

| Engordany B       | 0 - 3 | Encamp                    | CE La Massana                    | 16 de octubre | 20:30 |
| La Massana        | 5 - 2 | Ranger's                  | Centre d'Entrenament de la FAF 2 | 16 de octubre | 20:30 |
| UE Santa Coloma B | 3 - 0 | Atlètic Amèrica           | CE La Massana                    | 17 de octubre | 11:00 |
| Extremenya        | 4 - 1 | Atlètic Club d'Escaldes B | CE La Massana                    | 17 de octubre | 13:30 |
| Sant Julià B      | 3 - 5 | Penya Encarnada d'Andorra | CE La Massana                    | 17 de octubre | 16:00 |

| Atlètic Club d'Escaldes B | 1 - 3  | Atlètic Amèrica   | CE La Massana                    | 23 de octubre | 20:30 |
| Extremenya                | 10 - 1 | Engordany B       | Centre d'Entrenament de la FAF 2 | 23 de octubre | 20:30 |
| Penya Encarnada d'Andorra | 8 - 0  | FC Santa Coloma B | CE La Massana                    | 24 de octubre | 11:00 |
| Ranger's                  | 1 - 2  | Sant Julià B      | CE La Massana                    | 24 de octubre | 13:30 |
| Encamp                    | 2 - 2  | La Massana        | Prada de Moles                   | 24 de octubre | 17:00 |

| UE Santa Coloma B | 0 - 1 | Penya Encarnada d'Andorra | CE La Massana  | 30 de octubre   | 20:30 |
| FC Santa Coloma B | 1 - 2 | Ranger's                  | CE La Massana  | 31 de octubre   | 13:30 |
| Engordany B       | 0 - 3 | Atlètic Club d'Escaldes B | CE La Massana  | 31 de octubre   | 16:00 |
| La Massana        | 0 - 1 | Extremenya                | CE La Massana  | 31 de octubre   | 18:30 |
| Sant Julià B      | 4 - 1 | Encamp                    | Prada de Moles | 18 de noviembre | 20:30 |

| Extremenya                | 5 - 0  | Sant Julià B      | CE La Massana  | 6 de noviembre | 20:30 |
| Penya Encarnada d'Andorra | 6 - 1  | Atlètic Amèrica   | CE La Massana  | 7 de noviembre | 13:30 |
| Ranger's                  | 3 - 6  | UE Santa Coloma B | CE La Massana  | 7 de noviembre | 16:00 |
| Encamp                    | 2 - 4  | FC Santa Coloma B | Prada de Moles | 7 de noviembre | 17:00 |
| Engordany B               | 1 - 14 | La Massana        | CE La Massana  | 7 de noviembre | 18:30 |

| Atlètic Amèrica   | 2 - 0 | Ranger's                  | CE La Massana                    | 13 de noviembre | 20:30 |
| La Massana        | 3 - 1 | Atlètic Club d'Escaldes B | CE La Massana                    | 14 de noviembre | 13:30 |
| FC Santa Coloma B | 0 - 5 | Extremenya                | CE La Massana                    | 14 de noviembre | 16:00 |
| UE Santa Coloma B | 4 - 0 | Encamp                    | CE La Massana                    | 14 de noviembre | 18:30 |
| Sant Julià B      | 5 - 0 | Engordany B               | Centre d'Entrenament de la FAF 1 | 8 de diciembre  | 18:00 |

| Engordany B               | 2 - 6 | FC Santa Coloma B         | CE La Massana                    | 20 de noviembre | 20:30 |
| Atlètic Club d'Escaldes B | 0 - 7 | Penya Encarnada d'Andorra | Centre d'Entrenament de la FAF 2 | 20 de noviembre | 20:30 |
| Extremenya                | 2 - 1 | UE Santa Coloma B         | CE La Massana                    | 21 de noviembre | 11:00 |
| La Massana                | 3 - 0 | Sant Julià B              | CE La Massana                    | 21 de noviembre | 16:00 |
| Encamp                    | 1 - 5 | Atlètic Amèrica           | Prada de Moles                   | 21 de noviembre | 17:00 |

| Atlètic Amèrica           | 2 - 1 | Extremenya   | Centre d'Entrenament de la FAF 2 | 27 de noviembre | 20:30 |
| Penya Encarnada d'Andorra | 8 - 0 | Ranger's     | CE La Massana                    | 27 de noviembre | 20:30 |
| FC Santa Coloma B         | 2 - 5 | La Massana   | CE La Massana                    | 28 de noviembre | 11:00 |
| UE Santa Coloma B         | 9 - 0 | Engordany B  | CE La Massana                    | 28 de noviembre | 13:30 |
| Atlètic Club d'Escaldes B | 1 - 5 | Sant Julià B | Centre d'Entrenament de la FAF 2 | 17 de diciembre | 21:45 |

| La Massana   | 4 - 2 | UE Santa Coloma B         | Centre d'Entrenament de la FAF 2 | 4 de diciembre  | 20:30 |
| Engordany B  | 1 - 5 | Atlètic Amèrica           | CE La Massana                    | 15 de diciembre | 21:50 |
| Ranger's     | 1 - 2 | Atlètic Club d'Escaldes B | Centre d'Entrenament de la FAF 2 | 9 de enero      | 16:00 |
| Sant Julià B | 8 - 0 | FC Santa Coloma B         | CE La Massana                    | 2 de febrero    | 20:45 |
| Encamp       | 0 - 5 | Penya Encarnada d'Andorra | Prada de Moles                   | 3 de febrero    | 20:00 |

#### Segunda vuelta
| Sant Julià B      | 1 - 9 | UE Santa Coloma B         | CE La Massana  | 18 de diciembre | 20:30 |
| La Massana        | 3 - 0 | Atlètic Amèrica           | CE La Massana  | 19 de diciembre | 11:00 |
| FC Santa Coloma B | 1 - 2 | Atlètic Club d'Escaldes B | CE La Massana  | 19 de diciembre | 16:00 |
| Encamp            | 1 - 0 | Ranger's                  | Prada de Moles | 19 de diciembre | 17:00 |
| Extremenya        | 2 - 2 | Penya Encarnada d'Andorra | CE La Massana  | 19 de diciembre | 18:30 |

| Atlètic Club d'Escaldes B | 0 - 1 | Encamp            | CE La Massana | 29 de enero | 20:30 |
| Ranger's                  | 2 - 4 | Extremenya        | CE La Massana | 30 de enero | 11:00 |
| Atlètic Amèrica           | 4 - 0 | Sant Julià B      | CE La Massana | 30 de enero | 13:30 |
| Penya Encarnada d'Andorra | 7 - 1 | Engordany B       | CE La Massana | 30 de enero | 16:00 |
| UE Santa Coloma B         | 7 - 2 | FC Santa Coloma B | CE La Massana | 30 de enero | 18:30 |

| Engordany B       | 2 - 3 | Ranger's                  | Centre d'Entrenament de la FAF 2 | 5 de febrero | 20:30 |
| La Massana        | 0 - 2 | Penya Encarnada d'Andorra | CE La Massana                    | 5 de febrero | 20:30 |
| UE Santa Coloma B | 2 - 1 | Atlètic Club d'Escaldes B | CE La Massana                    | 6 de febrero | 11:00 |
| Extremenya        | 2 - 2 | Encamp                    | CE La Massana                    | 6 de febrero | 13:30 |
| FC Santa Coloma B | 0 - 5 | Atlètic Amèrica           | CE La Massana                    | 6 de febrero | 16:00 |

| Penya Encarnada d'Andorra | 5 - 0 | Sant Julià B      | Centre d'Entrenament de la FAF 2 | 12 de febrero | 20:30 |
| Atlètic Club d'Escaldes B | 0 - 4 | Extremenya        | CE La Massana                    | 13 de febrero | 11:00 |
| Ranger's                  | 0 - 2 | La Massana        | CE La Massana                    | 13 de febrero | 16:00 |
| Encamp                    | 7 - 0 | Engordany B       | Prada de Moles                   | 13 de febrero | 17:00 |
| Atlètic Amèrica           | 1 - 1 | UE Santa Coloma B | CE La Massana                    | 13 de febrero | 18:30 |

| Engordany B       | 2 - 10 | Extremenya                | Centre d'Entrenament de la FAF 2 | 19 de febrero       | 20:30               |
| La Massana        | 1 - 1  | Encamp                    | CE La Massana                    | 20 de febrero       | 11:00               |
| Atlètic Amèrica   | 2 - 0  | Atlètic Club d'Escaldes B | CE La Massana                    | 20 de febrero       | 13:30               |
| FC Santa Coloma B | 1 - 12 | Penya Encarnada d'Andorra | CE La Massana                    | 20 de febrero       | 18:30               |
| Sant Julià B      | 3 - 0  | Ranger's                  | Victoria Adjudicada              | Victoria Adjudicada | Victoria Adjudicada |

| Extremenya                | 0 - 5 | La Massana        | CE La Massana  | 26 de febrero | 20:30 |
| Atlètic Club d'Escaldes B | 2 - 2 | Engordany B       | CE La Massana  | 27 de febrero | 11:00 |
| Penya Encarnada d'Andorra | 2 - 1 | UE Santa Coloma B | CE La Massana  | 27 de febrero | 13:30 |
| Ranger's                  | 2 - 3 | FC Santa Coloma B | CE La Massana  | 27 de febrero | 16:00 |
| Encamp                    | 6 - 1 | Sant Julià B      | Prada de Moles | 24 de marzo   | 20:30 |

| FC Santa Coloma B | 0 - 3 | Encamp                    | CE La Massana                    | 5 de marzo | 20:30 |
| Atlètic Amèrica   | 1 - 2 | Penya Encarnada d'Andorra | Centre d'Entrenament de la FAF 2 | 5 de marzo | 20:30 |
| Sant Julià B      | 3 - 8 | Extremenya                | CE La Massana                    | 6 de marzo | 11:00 |
| UE Santa Coloma B | 3 - 2 | Ranger's                  | CE La Massana                    | 6 de marzo | 13:30 |
| La Massana        | 3 - 2 | Engordany B               | CE La Massana                    | 6 de marzo | 18:30 |

| Ranger's                  | 0 - 6 | Atlètic Amèrica   | CE La Massana                    | 12 de marzo | 20:30 |
| Extremenya                | 2 - 3 | FC Santa Coloma B | Centre d'Entrenament de la FAF 2 | 12 de marzo | 20:30 |
| Atlètic Club d'Escaldes B | 1 - 4 | La Massana        | CE La Massana                    | 13 de marzo | 11:00 |
| Engordany B               | 3 - 7 | Sant Julià B      | CE La Massana                    | 13 de marzo | 16:00 |
| Encamp                    | 1 - 3 | UE Santa Coloma B | Prada de Moles                   | 13 de marzo | 17:00 |

| Penya Encarnada d'Andorra | 12 - 0 | Atlètic Club d'Escaldes B | CE La Massana                    | 19 de marzo | 20:30 |
| UE Santa Coloma B         | 2 - 2  | Extremenya                | Centre d'Entrenament de la FAF 2 | 19 de marzo | 20:30 |
| FC Santa Coloma B         | 3 - 1  | Engordany B               | CE La Massana                    | 20 de marzo | 11:00 |
| Sant Julià B              | 2 - 1  | La Massana                | CE La Massana                    | 20 de marzo | 13:30 |
| Atlètic Amèrica           | 0 - 2  | Encamp                    | CE La Massana                    | 20 de marzo | 18:30 |

| Engordany B  | 1 - 4  | UE Santa Coloma B         | Campo de fútbol de Ordino | 23 de marzo | 20:30 |
| Ranger's     | 1 - 11 | Penya Encarnada d'Andorra | CE La Massana             | 27 de marzo | 11:00 |
| Extremenya   | 3 - 1  | Atlètic Amèrica           | CE La Massana             | 27 de marzo | 13:30 |
| Sant Julià B | 3 - 1  | Atlètic Club d'Escaldes B | CE La Massana             | 27 de marzo | 16:00 |
| La Massana   | 2 - 0  | FC Santa Coloma B         | CE La Massana             | 27 de marzo | 18:30 |

| UE Santa Coloma B         | 0 - 1 | La Massana   | Centre d'Entrenament de la FAF 2 | 2 de abril         | 20:30              |
| Penya Encarnada d'Andorra | 4 - 1 | Encamp       | CE La Massana                    | 3 de abril         | 15:00              |
| Atlètic Amèrica           | 6 - 0 | Engordany B  | CE La Massana                    | 3 de abril         | 17:30              |
| Atlètic Club d'Escaldes B | 2 - 1 | Ranger's     | Centre d'Entrenament de la FAF 2 | 3 de abril         | 19:30              |
| FC Santa Coloma B         | -     | Sant Julià B | Partido suspendido               | Partido suspendido | Partido suspendido |

## Play-offs

### Clasificación
| Pos. | Equipo                        | Pts. | PJ | G  | E | P  | GF  | GC | Dif. | Clasificación 2021-22                        |
| ---- | ----------------------------- | ---- | -- | -- | - | -- | --- | -- | ---- | -------------------------------------------- |
| 1    | Penya Encarnada d'Andorra (C) | 67   | 26 | 21 | 4 | 1  | 120 | 21 | +99  | Campeón y ascenso a Primera División 2022-23 |
| 2    | La Massana                    | 56   | 26 | 17 | 5 | 4  | 80  | 34 | +46  | Clasificado al play-off de promoción         |
| 3    | Extremenya                    | 48   | 26 | 14 | 6 | 6  | 77  | 43 | +34  |                                              |
| 4    | Atlètic Amèrica               | 39   | 26 | 12 | 3 | 11 | 61  | 46 | +15  |                                              |

Actualizado a los partidos jugados el 22 de mayo de 2022.
 Fuente: FAF

### Fixture

#### Primera vuelta
| Extremenya      | 1 - 5 | La Massana                | CE La Massana | 9 de abril  | 20:30 |
| Atlètic Amèrica | 1 - 1 | Penya Encarnada d'Andorra | CE La Massana | 10 de abril | 12:00 |

| Extremenya | 5 - 3 | Atlètic Amèrica           | CE La Massana | 23 de abril | 20:30 |
| La Massana | 0 - 1 | Penya Encarnada d'Andorra | CE La Massana | 24 de abril | 12:00 |

| Atlètic Amèrica           | 3 - 3 | La Massana | CE La Massana | 30 de abril | 20:30 |
| Penya Encarnada d'Andorra | 2 - 3 | Extremenya | CE La Massana | 1 de mayo   | 12:00 |

#### Segunda vuelta
| Penya Encarnada d'Andorra | 2 - 0 | Atlètic Amèrica | CE La Massana | 7 de mayo | 20:30 |
| La Massana                | 3 - 3 | Extremenya      | CE La Massana | 8 de mayo | 12:00 |

| Penya Encarnada d'Andorra | 5 - 2 | La Massana | Centre d'Entrenament de la FAF 2 | 15 de mayo | 11:00 |
| Atlètic Amèrica           | 0 - 3 | Extremenya | CE La Massana                    | 15 de mayo | 11:00 |

| Extremenya | 2 - 3 | Penya Encarnada d'Andorra | Centre d'Entrenament de la FAF 2 | 17 de mayo | 20:30 |
| La Massana | 4 - 2 | Atlètic Amèrica           | CE La Massana                    | 22 de mayo | 11:00 |

## Play-off de promoción
El tercer equipo ubicado en la clasificación final de la Ronda por la permanencia disputó una serie a doble partido, uno como visitante y otro como local, ante el  subcampeón de la Segunda División. El ganador de la eliminatoria participó de la siguiente temporada de la Primera Divisió.
| 29 de mayo de 2022, 20:00; | La Massana | 0:3 (0:2) | Engordany                                               | CE La Massana, La Massana    |                              |
|                            |            |           | Diego Nájera 4' · Marcel Olivia 10' · Marvin Assane 78' | Árbitro(s): Manuel Fernandes | Árbitro(s): Manuel Fernandes |

| 1 de junio de 2022, 20:30; | Engordany                                                            | 4:1 (2:0) (Global 7:1) | La Massana            | Centre d'Entrenament de la FAF 1, Andorra la Vieja |                                         |
| | Marcel Olivia 25', 92' · Nicolas Minutella 27' · Matías Mirabaje 51' | Reporte                | Jonathan Leighton 79' | Árbitro(s): Cristian Moreira de Almeida            | Árbitro(s): Cristian Moreira de Almeida |
| Ambos clubes permanecieron en sus respectivas ligas. El Engordany en la Primera División y La Massana en la Segunda División. |                                                                      |                        |                       |                                                    |                                         |

## Goleadores
- Actualizado el 22 de mayo de 2022.

| Pos. | Jugador                   | Club                      | Goles |
| ---- | ------------------------- | ------------------------- | ----- |
| 1    | Diego Marinho             | Extremenya                | 25    |
| 2    | Iker Gutiérrez Risco      | UE Santa Coloma B         | 18    |
|      | Jefferson Martins Batista | Penya Encarnada d'Andorra | 18    |
| 4    | Biel Gelabert             | La Massana                | 15    |
|      | Bruno Fernandes           | Penya Encarnada d'Andorra | 15    |
| 6    | Cristian González         | La Massana                | 14    |
|      | Jesús García Camino       | Atlètic Amèrica           | 14    |